# Out of Time (The Rolling Stones sang)
 For alternative betydninger, se Out of Time. (Se også artikler, som begynder med Out of Time)
"Out of Time" er en sang der blev skrevet af Mick Jagger og Keith Richards til den engelske solo sanger Chris Farlowe. 

## The Rolling Stones version
Sangen blev skrevet og produceret af Mick Jagger og Keith Richards, og givet til sangeren Chris Farlowe. 
Den er kendt i forskellige versioner. Den første version findes på det engelske album fra 1966 Aftermath. Den var 5 minutter og 37 sekunder lang. Den anden findes på 1967 albummet Flowers, hvor den kun var 3 minutter og 41 sekunder lang. Den sidste version er på opsamlingsalbummet  Metamorphosis, hvor den er skåret ned til 3 minutter og 22 sekunder. B-siden på singlen var "Jiving Sister Fanny".
På sangen spillede følgende musikere. Jagger sang, mens Richards spillede guitar. Marimba og klaveret blev spillet af Brian Jones. Cembalo og orgel blev henholdsvis spillet af Jack Nitzsche og Ian Stewart. Trommerne spillede Charlie Watts og bass Bill Wyman. Koret var Jones, Wyman og Richards 

## Chris Farlow version
Chris Farlow havde ikke haft noget stor succes før han fik sangen, ”Out of Time”, af The Rolling Stones, og Mick Jagger produceret sangen. Singlen gik ind som nummer 1. på UK singles chart den 28. juli 1966, og blev på toppen i en uge . 
Musikerne på sangen var følgende. Chris Farlowe der sang, mens Albert Lee spillede akustisk guitar og Ricky Chapman spillede bass. Pete Solley spillede nummerets klaver, og Andy White spillede trommer og perkussion. Mick Jagger var koret. 

### Fodnote
1. ↑  Out Of Time – Lyrics
2. ↑  The Official UK Charts Company : ALL THE NUMBER 1 SINGLES